# Armeria spinulosa
Armeria spinulosa är en triftväxtart som beskrevs av Pierre Edmond Boissier. Armeria spinulosa ingår i släktet triftar, och familjen triftväxter. Inga underarter finns listade i Catalogue of Life.